# Улгиј
Улгиј (монг. Өлгий) је главни град провинције Бајан-Улгиј у Монголији, који се налази на крајњем западу земље. На надморској висини од 1710 m, према попису из 2008. године, живи укупно 28.496 становника.